# Вермилеониды
Вермилеониды (лат. Vermileonidae) — семейство двукрылых насекомых, выделяемых в монотипный инфраотряд Vermileonomorpha. Около 50 видов.

## Биология и описание
Взрослые насекомые питаются нектаром, представители рода Lampromyia обладают длинным хоботком, a Vermileo — коротким, что определяет их приуроченность к определённым растениям в зависимости от строения цветков. Личинки ведут хищнический образ жизни, схожий с поведением личинок муравьиных львов: они также строят в рыхлых субстратах, в детрите или песке воронки, располагая их у основания стволов деревьев или скал, в которых ловят муравьёв и других мелких беспозвоночных. Предпочитают более мелкозернистый песок, чем личинки муравьиных львов.
Тело личинки состоит из 1 головного, 3 грудных и 8 брюшных сегментов. Характерным признаком является непарная ложная ножка па I грудном сегменте. Все грудные и I брюшной сегмент многократно вторично сегментированы на дорсальной и вентральной сторонах. Боковые стороны сегментов имеют торчащие щетинки разной длины. Трахейная система амфипнейстического типа, передние дыхальца располагаются по бокам переднегруди, а задние — на спинной стороне последнего сегмента.

## Распространение
Представители семейства распространены по всему миру, за исключением Австралии и Южной Америки. В Палеарктике известно 3 рода, которые объединяют около 20 палеарктических видов. Наибольшее разнообразие отмечается в Афротропике. Расселение семейства, как предполагается, происходило в юре или раннем мелу.

## Систематика
Небольшое по объёму семейство, включающее около 10 родов и 50 видов. Ранее представители семейства рассматривались в составе семейства Rhagionidae в качестве подсемейства Vermileoninae. В целом группу включали в состав Asilomorpha или рассматривали отдельным инфраотрядом Vermileonomorpha. В последнее время включаются в состав Tabanomorpha.
- Alhajarmyia Stuckenberg, 2003 — 2 вида, Оман, Африка
- Isalomyia Stuckenberg, 2002 — 1 вид, Мадагаскар
- Lampromyia Macquart, 1835 — 13 видов, Палеарктика, Афротропика
- Leptynoma Westwood, 1876 — 7 видов, Палеарктика, Афротропика
- Namaquamyia Stuckenberg, 2002 — 1 вид, ЮАР, Африка[8]
- Vermileo Macquart, 1834 — 10 видов, Голарктика, Неотропика
- Vermilynx Stuckenberg, 1995 — 2 вида, Афротропика
- Vermiophis Yang, 1979 — 7 видов, Палеарктика
- Vermipardus Stuckenberg, 1960 — 13 видов, Афротропика
- Vermitigris Wheeler, 1930 — 4 вида, Индия, Индонезия, Китай